# O paraphe
L’o avec fleurir est une lettre additionnelle de l’alphabet latin utilisé dans certaines variantes de l’alphabet phonotypique d’Isaac Pitman et Alexander John Ellis ou ses dérivées comme l’alphabet de Knowles.

## Utilisation

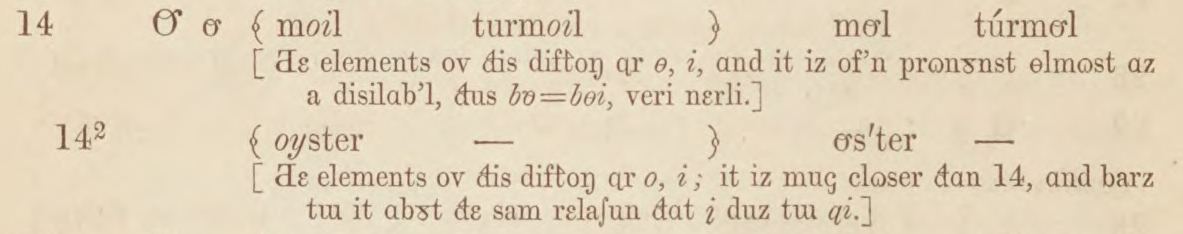
Description de la lettre o paraphe par Ellis en 1848, en anglais écrit avec l’alphabet phonotypique.

L’o paraphe est utilisé dans l’alphabet phonotypique de 1847 développé par Isaac Pitman et Alexander John Ellis. Pitman l’utilise encore dans ses révisions de l’alphabet phonotypique. Il est aussi utilisé dans plusieurs variantes américaines comme l’alphabet phonétique anglais utilisé à Cincinnati. Certains ouvrages malécites, mendé et micmac produits par des missionnaires durant la deuxième moitié du XIXe siècle utilisent des variantes de l’alphabet phonotypique avec cette lettre.

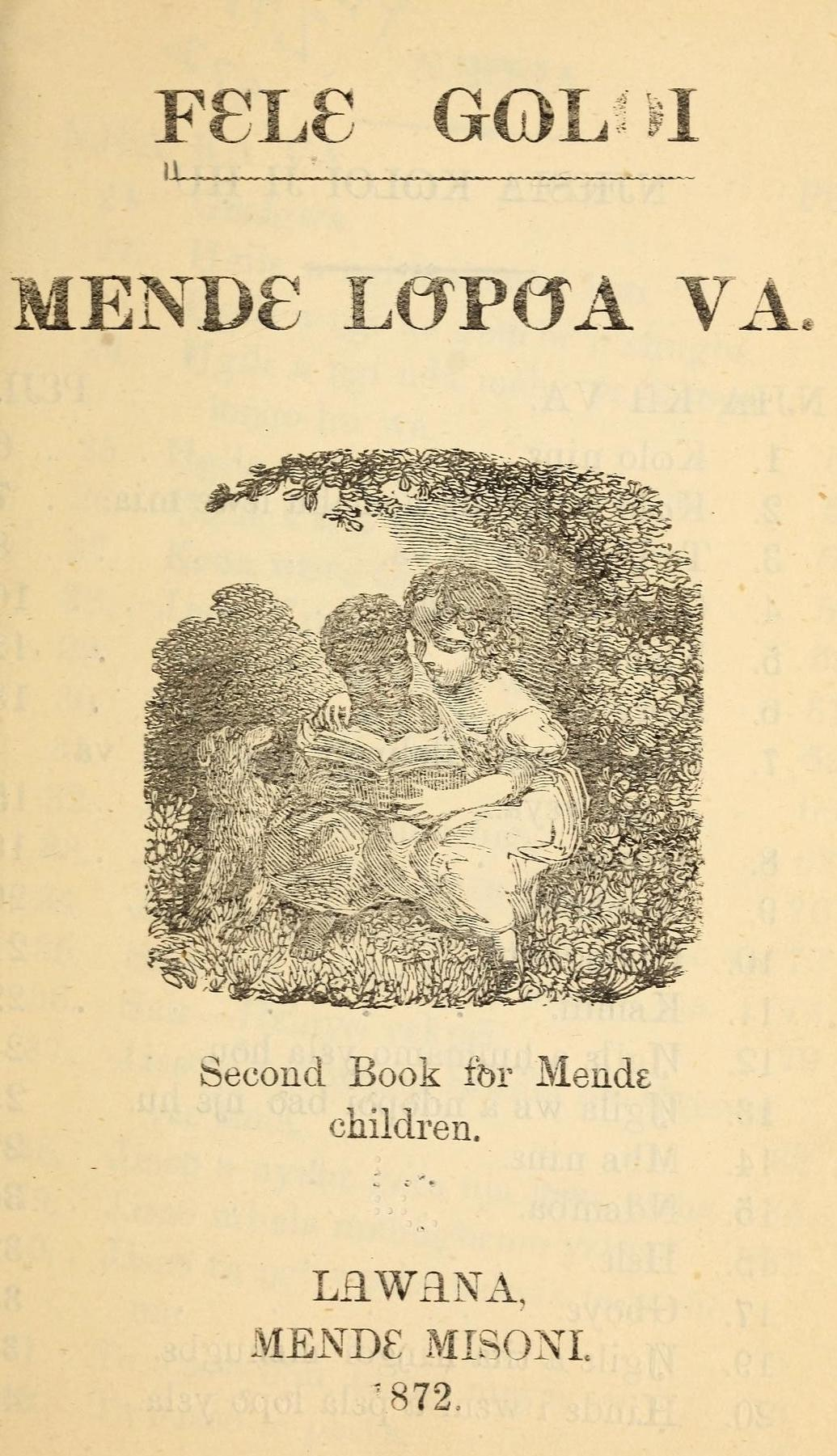
Couverture d’un livre pour enfant en mendé de 1872.

L’o paraphe est utilisé par le missionnaire Carstairs Douglas pour la transcription du chinois dans son dictionnaire chinois-anglais publié en 1873.

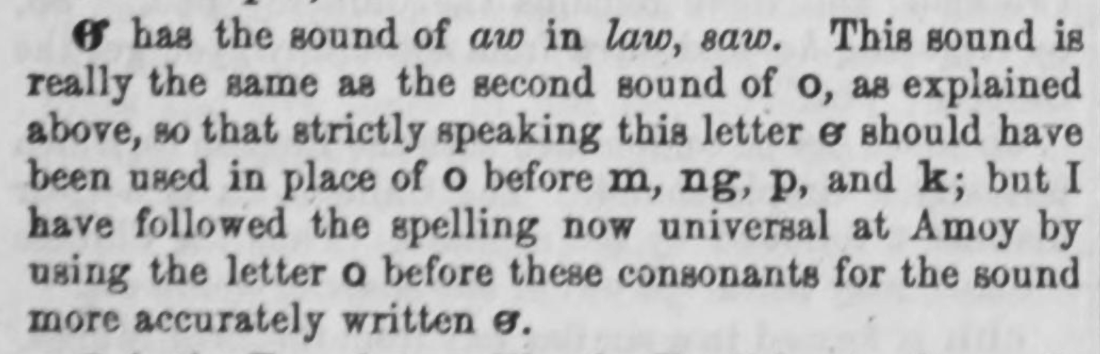
Description de l’o paraphe dans Douglas 1873.

## Formes et variantes

Variante la plus fréquente avec le paraphe vers la droite.
Variante avec le paraphe vers la gauche parfois utilisée en mendé.

## Représentation informatique
L’o paraphe n’a pas été ajouté a un codage standard.

## Sources
- (en) Alexander John Ellis (dir.), « Orijin and ᶙs ov Ƌɛ Fɷnetic Alfabet », Ƌɛ Fɷnetic Jurnal, no 1,‎ janvier 1848, p. 4-31 (lire en ligne)
- (en) Carstairs Douglas, Chinese-English dictionary of the vernacular or spoken language of Amoy : with the principal variations of the Chang-Chew and Chin-Chew dialects, London, Trübner & Co., 1873 (lire en ligne)